# Вулиця Марка Каганця (Львів)
Ву́лиця Каганця́ — вулиця в Залізничному районі Львова на Левандівці. Сполучає  вулиці Повітряну, від якої веде нумерацію будинків та Олесницького. Проходить паралельно до вулиць Мацієвича та Чечета. Вулиця асфальтована, хідники відсутні.

## Історія
З 1923 року вулиця мала назву Польова. У 1932 році перейменована на вулицю Жвирки на честь польського льотчика Францішка Жвирки, який загинув 11 серпня 1932 року в авіакатастрофі в небі над Чехословаччиною. Під час німецької окупації, у 1943 році була перейменована на Шашкевичґассе, на честь українського письменника і громадського діяча отця Маркіяна Шашкевича; у липні 1944 року після повернення радянських військ була відновлена довоєнна назва — вулиця Жвирки. 1946 року вулиця отримала нову назву — Нестерова, на честь російського пілота, першого виконавця «петлі Нестерова» та повітряного тарана Петра Нестерова, який загинув поблизу села Воля-Висоцька на Львівщині. У 1992 році отримала сучасну назву на честь українського суспільно-політичного діяча Марка Каганця.

## Забудова
Вулиця Каганця забудована одно- і двоповерховими житловими будинками у стилі польського конструктивізму 1930-х років та одноповерховими садибами радянського часу. Під № 4 — дім Христа Царя Згромадження Сестер Служебниць Непорочної Діви Марії УГКЦ. У будинку під № 28 міститься ЛКП «Левандівка». 